# Koszelewo (obwód grodzieński)
Koszelewo (biał. Кашалева; ros. Кошелево) – agromiasteczko na Białorusi, w rejonie nowogródzkim obwodu grodzieńskiego, około 10 km na południowy zachód od Nowogródka.

## Historia
Koszelewo od co najmniej XVII wieku było dziedzictwem rodziny Dunin-Rajeckich herbu Łabędź. Najdawniejszymi właścicielami majątku byli Bogusław i Katarzyna z Obuchowiczów. Ich synami i dziedzicami majątku byli Stanisław, Kazimierz, Dionizy i Wiktor. Ostatnim męskim właścicielem Koszelewa z tego rodu był w XIX wieku Franciszek Dunin-Rajecki, marszałek nowogródzki. Miał on co najmniej czworo dzieci: syna, Ottona, który zmarł w wieku osiemnastu lat, i trzy córki: Aleksandrę Wilhelminę (1819–1881), która odziedziczyła majątek, ale zmarła bezdzietnie, Ludwikę i Józefinę Marię (1814–1877), żonę Kazimierza Umiastowskiego (1804–1863). Po śmierci Aleksandry majątek odziedziczył Władysław Umiastowski (1834–1905), syn Kazimierza i Józefiny. Po śmierci Władysława bezdzietna wdowa po nim Janina (1860–1941) z hrabiów Ostroróg-Sadowskich przekazała cały odziedziczony majątek (kilkanaście tysięcy hektarów) na cele społeczne: założyła „Żemłosławską Fundację Naukową” przy Uniwersytecie Wileńskim oraz w testamencie ustanowiła „Fondazione Romana Marchesa J.S. Umiastowska” – działającą po dziś w Rzymie fundację fundującą stypendia na staże zagraniczne polskich naukowców. Po 1920 roku majątek został przejęty przez Państwo Polskie w celu przymusowej parcelacji.
Po III rozbiorze Polski w 1795 roku Koszelewo, wcześniej należące do województwa nowogródzkiego Rzeczypospolitej, znalazło się na terenie powiatu nowogródzkiego (ujezdu) guberni mińskiej Imperium Rosyjskiego. 
W 1913 r. w Koszelewie urodził się ks. prał. dr hab. Władysław Hładowski, rektor Wyższego Seminarium Duchownego w Drohiczynie w latach 1957–1988. W latach 1921–1925 uczęszczał do szkoły powszechnej w Koszelewie.
Po ustabilizowaniu się granicy polsko-radzieckiej w 1921 roku Koszelewo wróciło do Polski, zostało siedzibą gminy Kuszelewo w powiecie nowogródzkim województwa nowogródzkiego, od 1945 roku – w ZSRR, od 1991 roku – na terenie Republiki Białorusi.

## Dawny dwór
Dwór w Koszelewie został wybudowany najprawdopodobniej w XVIII wieku. Został wyremontowany przez Franciszka Dunin-Rajeckiego. Był to parterowy dom zbudowany na planie czworokąta. Z obu stron (frontowej i ogrodowej) miał portyki, każdego trójkątne szczyty były wsparte dwiema parami kolumn. Dom był przykryty wysokim, gładkim, gontowym czterospadowym dachem z trzema symetrycznie usytuowanymi kominami.
Nieopodal domu stało kilka XIX-wiecznych budowli, w tym dworski pawilon teatralny (urządzane w nim widowiska słynne były w całej okolicy), stary lamus o ciekawej architekturze, altana-kapliczka w parku, na wzgórku; stał w niej stary krzyż. 
W dwudziestoleciu międzywojennym we dworze działała szkoła. W czasie II wojny światowej dom uległ zniszczeniu, prawdopodobnie również pozostałe zabudowania.
Majątek w Koszelewie jest opisany w 2. tomie Dziejów rezydencji na dawnych kresach Rzeczypospolitej Romana Aftanazego.

Galeria
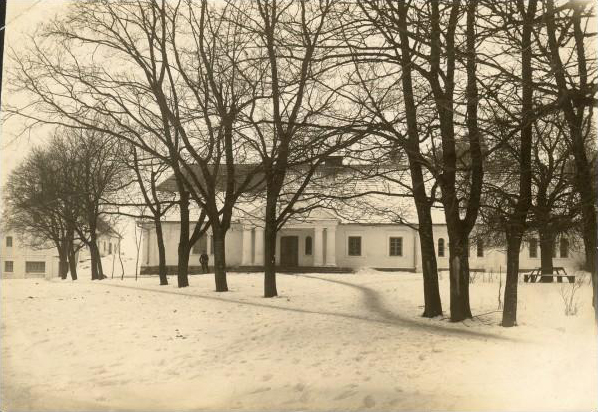
Dwór
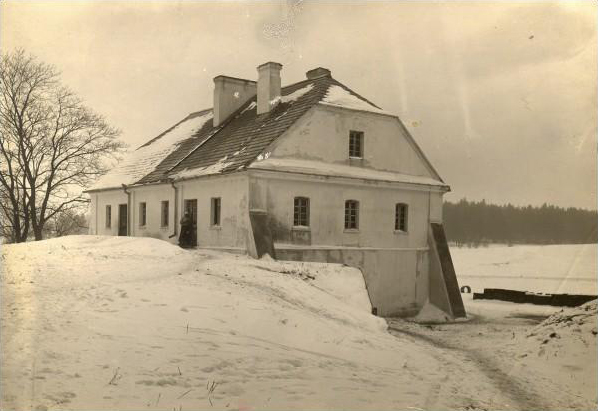
Oficyna
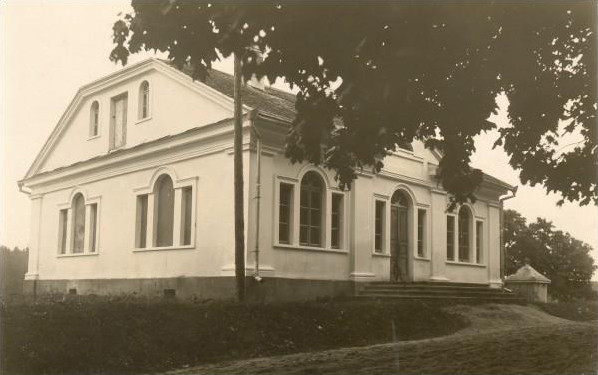
Pawilon teatralny
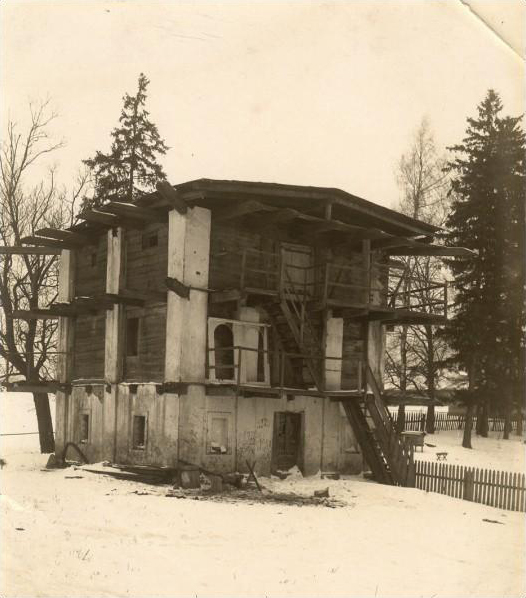
Lamus
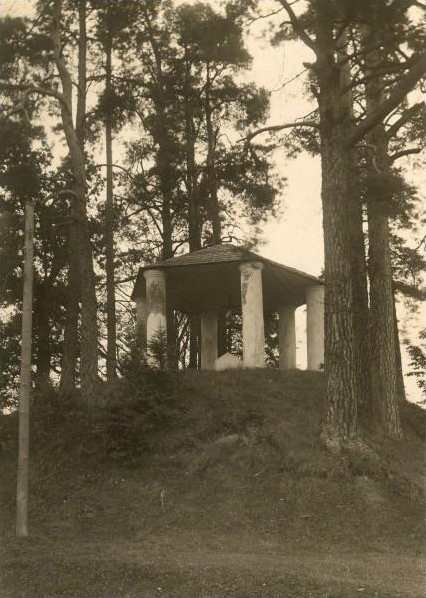
Kapliczka